# Vaux (Haute-Garonne)
Pour les articles homonymes, voir Vaux.
Vaux, encore aussi appelée informellement Le Vaux, est une commune française située dans le nord-est du département de la Haute-Garonne, en région Occitanie.
Sur le plan historique et culturel, la commune est dans le Lauragais, l'ancien « Pays de Cocagne », lié à la fois à la culture du pastel et à l’abondance des productions, et de « grenier à blé du Languedoc ». Exposée à un climat océanique altéré, elle est drainée par la Saune, la Grasse et par divers autres petits cours d'eau. La commune possède un patrimoine naturel remarquable composé d'une zone naturelle d'intérêt écologique, faunistique et floristique.
Vaux est une commune rurale qui compte 308 habitants en 2022, après avoir connu un pic de population de 612 habitants en 1846. Elle fait partie de l'aire d'attraction de Toulouse. Ses habitants sont appelés les Vallois ou  Valloises ou Vauyens.
Ses habitants sont les Vallois et Valloises, ou les Vauyens et Vauyennes.
Le patrimoine architectural de la commune comprend un immeuble protégé au titre des monuments historiques : le manoir, inscrit en 1944.

## Géographie

### Localisation
La commune de Vaux se trouve dans le département de la Haute-Garonne, en région Occitanie.
Elle se situe à 36 km à vol d'oiseau de Toulouse, préfecture du département, et à 13 km de Revel, bureau centralisateur du canton de Revel dont dépend la commune depuis 2015 pour les élections départementales.
La commune fait en outre partie du bassin de vie de Caraman.
Les communes les plus proches sont : 
Bélesta-en-Lauragais (2,0 km), Falga (3,2 km), Maurens (3,6 km), Mourvilles-Hautes (3,7 km), Juzes (3,8 km), Les Cassés (4,1 km), Saint-Félix-Lauragais (4,2 km), Lux (4,9 km).
Sur le plan historique et culturel, Vaux fait partie du Lauragais, occupant une vaste zone, autour de l’axe central que constitue le canal du Midi, entre les agglomérations de Toulouse au nord-ouest et Carcassonne au sud-est et celles de Castres au nord-est et Pamiers au sud-ouest. C'est l'ancien « Pays de Cocagne », lié à la fois à la culture du pastel et à l’abondance des productions, et de « grenier à blé du Languedoc ».
Les communes limitrophes sont  Bélesta-en-Lauragais, Falga, Juzes, Maurens et Saint-Félix-Lauragais.
|         | Falga                |                       |
| Maurens | Vaux                 | Saint-Félix-Lauragais |
| Juzes   | Bélesta-en-Lauragais |                       |

### Hydrographie
Elle est drainée par la Saune, la Grasse et par divers petits cours d'eau, constituant un réseau hydrographique de 12 km de longueur totale,.
La Saune, d'une longueur totale de 31,8 km, prend sa source dans la commune et s'écoule vers le sud-est. Elle traverse la commune et se jette dans l'Hers-Mort à Toulouse, après avoir traversé 18 communes.
La Grasse, d'une longueur totale de 18 km, prend sa source dans la commune des Les Cassés (11) et s'écoule vers l'ouest puis se réoriente vers le sud-ouest. Elle traverse la commune et se jette dans le Marès à Montgaillard-Lauragais, après avoir traversé 11 communes.

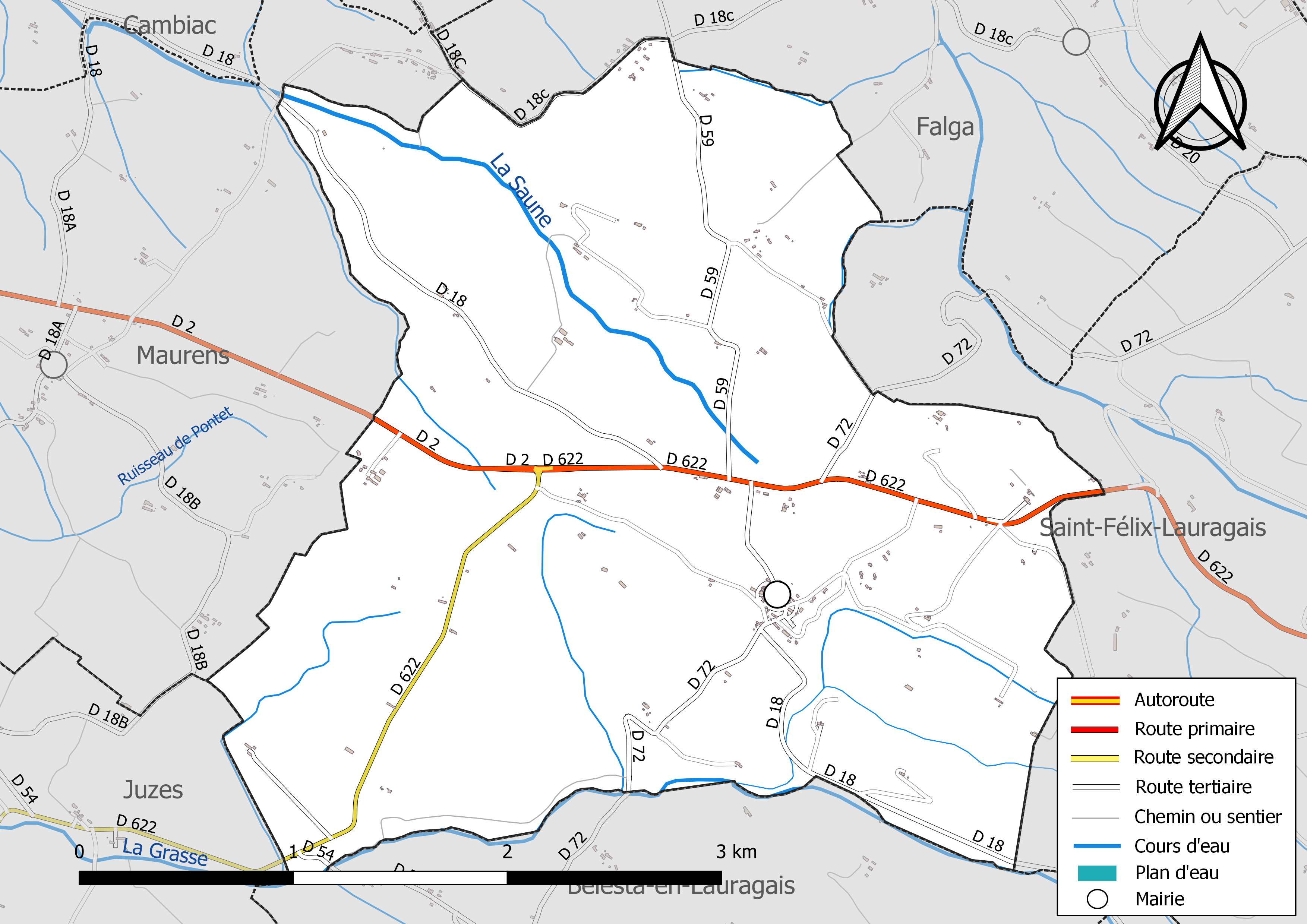
Réseaux hydrographique et routier de Vaux.

### Climat
Pour des articles plus généraux, voir Climat de l'Occitanie et Climat de la Haute-Garonne.
En 2010, le climat de la commune est de type climat du Bassin du Sud-Ouest, selon une étude s'appuyant sur une série de données couvrant la période 1971-2000. En 2020, Météo-France publie une typologie des climats de la France métropolitaine dans laquelle la commune est exposée à un climat océanique altéré et est dans la région climatique Aquitaine, Gascogne, caractérisée par une pluviométrie abondante au printemps, modérée en automne, un faible ensoleillement au printemps, un été chaud (19,5 °C), des vents faibles, des brouillards fréquents en automne et en hiver et des orages fréquents en été (15 à 20 jours).
Pour la période 1971-2000, la température annuelle moyenne est de 12,8 °C, avec une amplitude thermique annuelle de 15,6 °C. Le cumul annuel moyen de précipitations est de 830 mm, avec 10,3 jours de précipitations en janvier et 5,5 jours en juillet. Pour la période 1991-2020, la température moyenne annuelle observée sur la station météorologique la plus proche, située sur la commune de Saint-Félix-Lauragais à 4 km à vol d'oiseau, est de 13,5 °C et le cumul annuel moyen de précipitations est de 673,9 mm,. Pour l'avenir, les paramètres climatiques de la commune estimés pour 2050 selon différents scénarios d'émission de gaz à effet de serre sont consultables sur un site dédié publié par Météo-France en novembre 2022.

### Milieux naturels et biodiversité

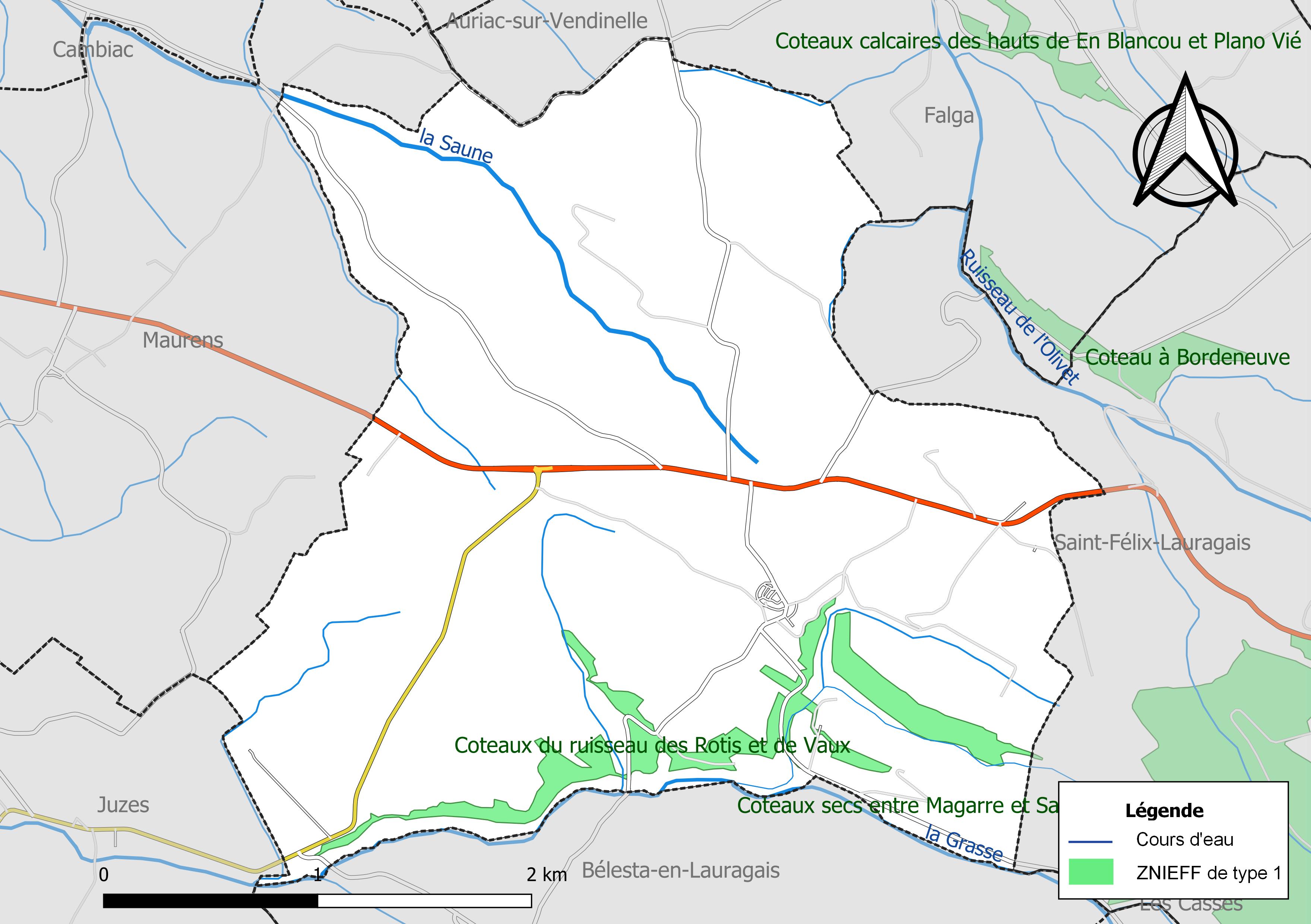
Carte de la ZNIEFF de type 1 localisée sur la commune.

L’inventaire des zones naturelles d'intérêt écologique, faunistique et floristique (ZNIEFF) a pour objectif de réaliser une couverture des zones les plus intéressantes sur le plan écologique, essentiellement dans la perspective d’améliorer la connaissance du patrimoine naturel national et de fournir aux différents décideurs un outil d’aide à la prise en compte de l’environnement dans l’aménagement du territoire.
Une ZNIEFF de type 1 est recensée sur la commune :
les « coteaux du ruisseau des Rotis et de Vaux » (45 ha), couvrant 2 communes du département.

## Urbanisme

### Typologie
Au 1er janvier 2024, Vaux est catégorisée commune rurale à habitat très dispersé, selon la nouvelle grille communale de densité à sept niveaux définie par l'Insee en 2022.
Elle est située hors unité urbaine. Par ailleurs la commune fait partie de l'aire d'attraction de Toulouse, dont elle est une commune de la couronne,. Cette aire, qui regroupe 527 communes, est catégorisée dans les aires de 700 000 habitants ou plus (hors Paris),.

### Occupation des sols
L'occupation des sols de la commune, telle qu'elle ressort de la base de données européenne d’occupation biophysique des sols Corine Land Cover (CLC), est marquée par l'importance des territoires agricoles (100 % en 2018), une proportion identique à celle de 1990 (100 %). La répartition détaillée en 2018 est la suivante : 
terres arables (98,3 %), zones agricoles hétérogènes (1,7 %). L'évolution de l’occupation des sols de la commune et de ses infrastructures peut être observée sur les différentes représentations cartographiques du territoire : la carte de Cassini (XVIIIe siècle), la carte d'état-major (1820-1866) et les cartes ou photos aériennes de l'IGN pour la période actuelle (1950 à aujourd'hui).

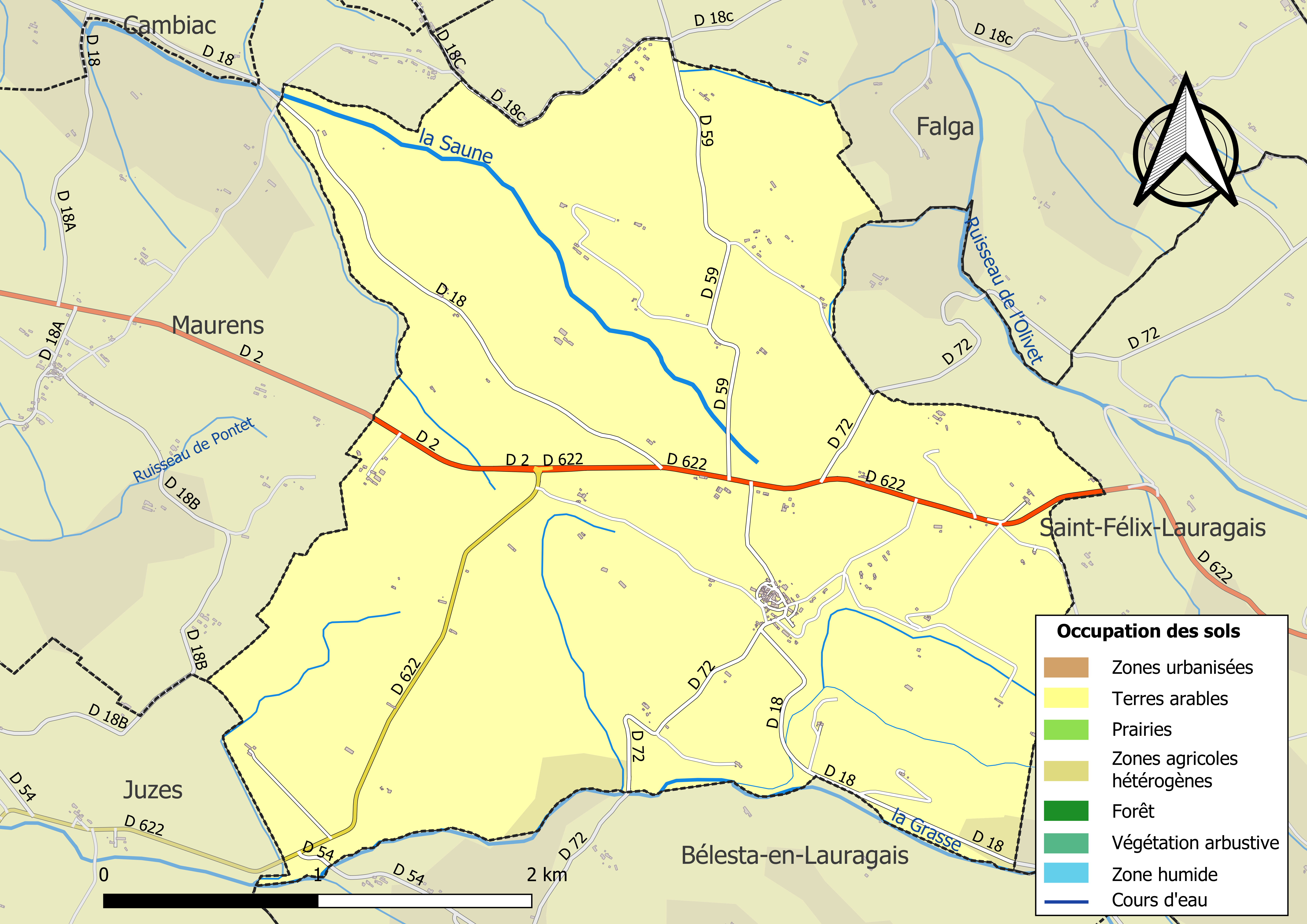
Carte des infrastructures et de l'occupation des sols de la commune en 2018 (CLC).

### Voies de communication et transports
La ligne 357 du réseau Arc-en-Ciel relie la commune à la gare routière de Toulouse depuis Revel.

### Risques majeurs
Le territoire de la commune de Vaux est vulnérable à différents aléas naturels : météorologiques (tempête, orage, neige, grand froid, canicule ou sécheresse), inondations et séisme (sismicité très faible). Un site publié par le BRGM permet d'évaluer simplement et rapidement les risques d'un bien localisé soit par son adresse soit par le numéro de sa parcelle.
Certaines parties du territoire communal sont susceptibles d’être affectées par le risque d’inondation par débordement de cours d'eau, notamment la Grasse. La commune a été reconnue en état de catastrophe naturelle au titre des dommages causés par les inondations et coulées de boue survenues en 1982, 1998, 1999 et 2009,.

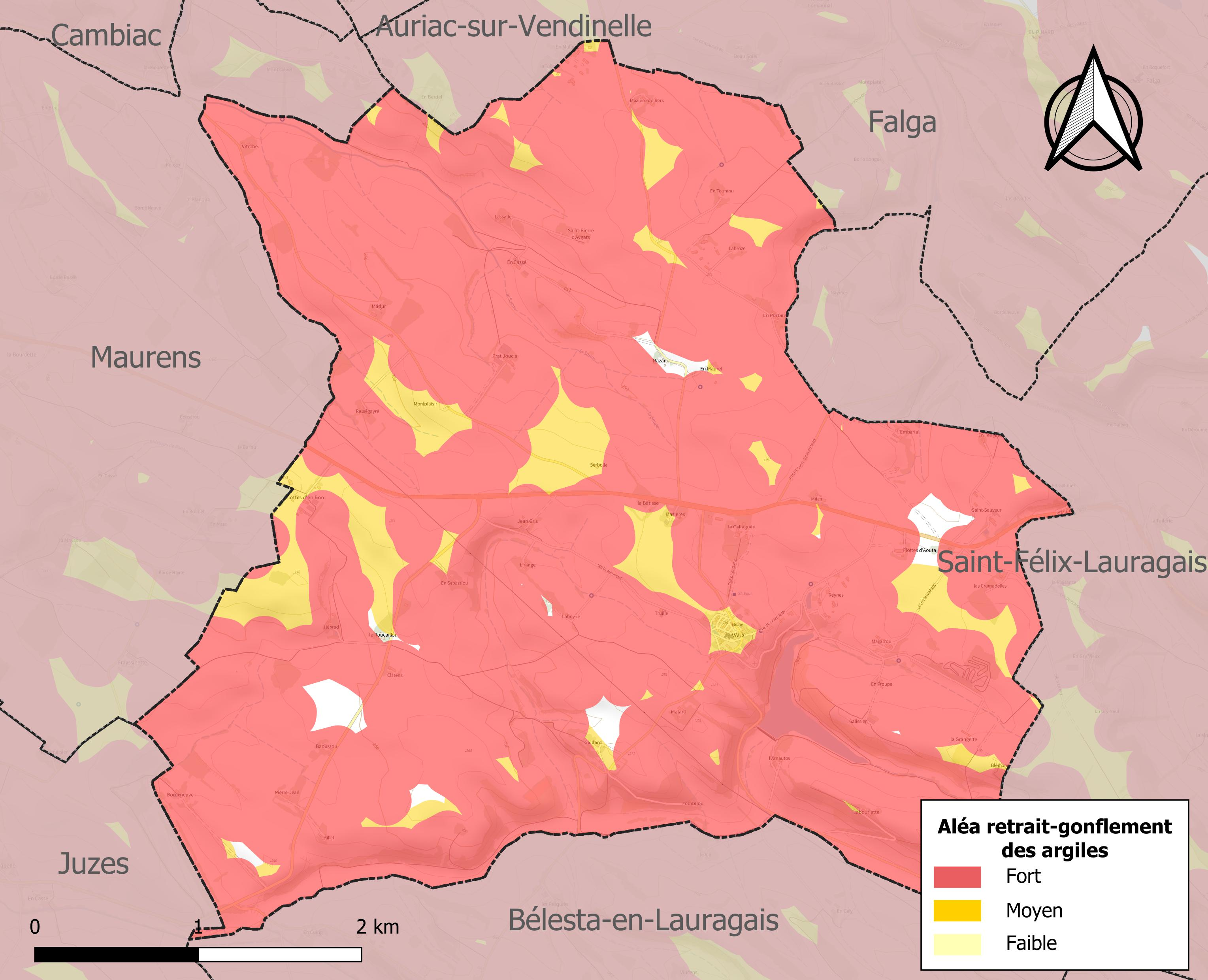
Carte des zones d'aléa retrait-gonflement des sols argileux de Vaux.

Le retrait-gonflement des sols argileux est susceptible d'engendrer des dommages importants aux bâtiments en cas d’alternance de périodes de sécheresse et de pluie. 98,5 % de la superficie communale est en aléa moyen ou fort (88,8 % au niveau départemental et 48,5 % au niveau national). Sur les 138 bâtiments dénombrés sur la commune en 2019, 135 sont en aléa moyen ou fort, soit 98 %, à comparer aux 98 % au niveau départemental et 54 % au niveau national. Une cartographie de l'exposition du territoire national au retrait gonflement des sols argileux est disponible sur le site du BRGM,.
Par ailleurs, afin de mieux appréhender le risque d’affaissement de terrain, l'inventaire national des cavités souterraines permet de localiser celles situées sur la commune.
Concernant les mouvements de terrains, la commune a été reconnue en état de catastrophe naturelle au titre des dommages causés par la sécheresse en 2003 et par des mouvements de terrain en 1999.

## Héraldique
| Vaux | Son blasonnement est : D'azur à la cloche d'or. |

## Politique et administration
| Période                                  | Période  | Identité       | Étiquette     | Qualité           |
| ---------------------------------------- | -------- | -------------- | ------------- | ----------------- |
| Les données manquantes sont à compléter. |          |                |               |                   |
| mars 2001                                | 2008     | Georges Sacaze | Divers gauche | Chauffeur routier |
| mars 2008                                | En cours | Claude Morin   | DVD           | Retraité          |

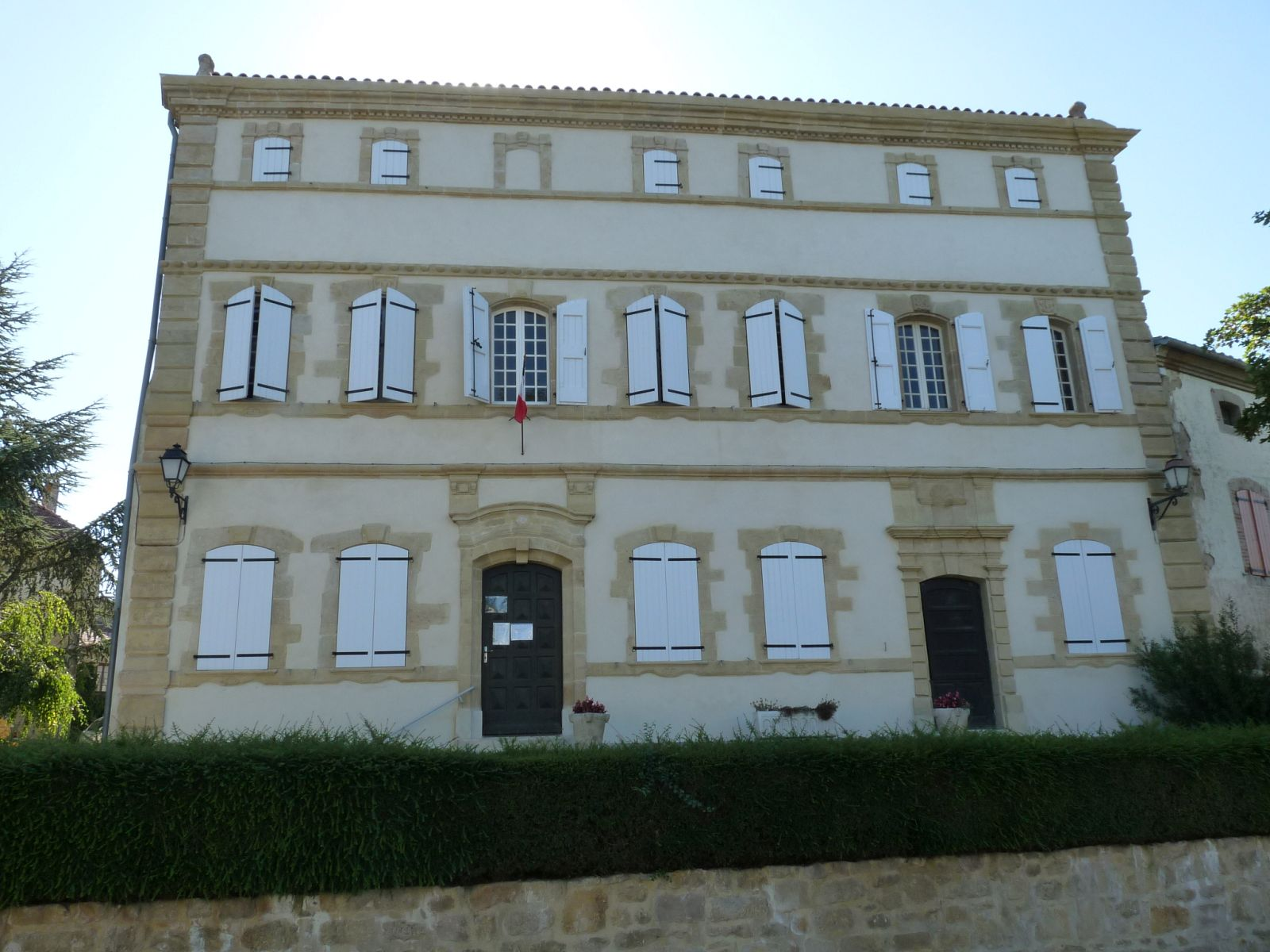
La mairie, ancien presbytère

Commune faisant partie de la septième circonscription de la Haute-Garonne.

## Démographie
L'évolution du nombre d'habitants est connue à travers les recensements de la population effectués dans la commune depuis 1793. Pour les communes de moins de 10 000 habitants, une enquête de recensement portant sur toute la population est réalisée tous les cinq ans, les populations de référence des années intermédiaires étant quant à elles estimées par interpolation ou extrapolation. Pour la commune, le premier recensement exhaustif entrant dans le cadre du nouveau dispositif a été réalisé en 2007.

En 2022, la commune comptait 308 habitants, en évolution de +7,32 % par rapport à 2016 (Haute-Garonne : +8,02 %, France hors Mayotte : +2,11 %).
| 1793 | 1800 | 1806 | 1821 | 1831 | 1836 | 1841 | 1846 | 1851 |
| ---- | ---- | ---- | ---- | ---- | ---- | ---- | ---- | ---- |
| 477  | 490  | 448  | 432  | 446  | 507  | 565  | 612  | 602  |

| 1856 | 1861 | 1866 | 1872 | 1876 | 1881 | 1886 | 1891 | 1896 |
| ---- | ---- | ---- | ---- | ---- | ---- | ---- | ---- | ---- |
| 608  | 586  | 536  | 506  | 530  | 527  | 457  | 410  | 397  |

| 1901 | 1906 | 1911 | 1921 | 1926 | 1931 | 1936 | 1946 | 1954 |
| ---- | ---- | ---- | ---- | ---- | ---- | ---- | ---- | ---- |
| 388  | 390  | 392  | 326  | 328  | 322  | 328  | 313  | 313  |

| 1962 | 1968 | 1975 | 1982 | 1990 | 1999 | 2006 | 2007 | 2012 |
| ---- | ---- | ---- | ---- | ---- | ---- | ---- | ---- | ---- |
| 241  | 208  | 209  | 210  | 185  | 223  | 252  | 257  | 271  |

| 2017 | 2022 | - | - | - | - | - | - | - |
| ---- | ---- | - | - | - | - | - | - | - |
| 295  | 308  | - | - | - | - | - | - | - |

## Économie

### Revenus
En 2018  (données Insee publiées en septembre 2021), la commune compte 109 ménages fiscaux, regroupant 255 personnes. La médiane du revenu disponible par unité de consommation est de 23 650 € (23 140 € dans le département).

### Emploi
|                | 2008  | 2013  | 2018  |
| -------------- | ----- | ----- | ----- |
| Commune        | 7,4 % | 4,9 % | 6,2 % |
| Département    | 7,7 % | 9,6 % | 9,3 % |
| France entière | 8,3 % | 10 %  | 10 %  |

En 2018, la population âgée de 15 à 64 ans s'élève à 195 personnes, parmi lesquelles on compte 77,7 % d'actifs (71,5 % ayant un emploi et 6,2 % de chômeurs) et 22,3 % d'inactifs,. Depuis 2008, le taux de chômage communal (au sens du recensement) des 15-64 ans est inférieur à celui de la France et du département.
La commune fait partie de la couronne de l'aire d'attraction de Toulouse, du fait qu'au moins 15 % des actifs travaillent dans le pôle,. Elle compte 29 emplois en 2018, contre 41 en 2013 et 29 en 2008. Le nombre d'actifs ayant un emploi résidant dans la commune est de 142, soit un indicateur de concentration d'emploi de 20,5 % et un taux d'activité parmi les 15 ans ou plus de 62,9 %.
Sur ces 142 actifs de 15 ans ou plus ayant un emploi, 24 travaillent dans la commune, soit 17 % des habitants. Pour se rendre au travail, 90,8 % des habitants utilisent un véhicule personnel ou de fonction à quatre roues, 2,8 % les transports en commun, 0,7 % s'y rendent en deux-roues, à vélo ou à pied et 5,7 % n'ont pas besoin de transport (travail au domicile).

### Activités hors agriculture
28 établissements sont implantés  à Vaux au 31 décembre 2019. Le tableau ci-dessous en détaille le nombre par secteur d'activité et compare les ratios avec ceux du département,.
Le secteur des activités spécialisées, scientifiques et techniques et des activités de services administratifs et de soutien est prépondérant sur la commune puisqu'il représente 28,6 % du nombre total d'établissements de la commune (8 sur les 28 entreprises implantées  à Vaux), contre 19,8 % au niveau départemental.

### Agriculture
|               | 1988  | 2000  | 2010 | 2020 |
| ------------- | ----- | ----- | ---- | ---- |
| Exploitations | 19    | 13    | 13   | 8    |
| SAU (ha)      | 1 105 | 1 107 | 953  | 781  |

La commune est dans le Lauragais, une petite région agricole occupant le nord-est du département de la Haute-Garonne, dont les coteaux portent des grandes cultures en sec avec une dominante blé dur et tournesol. En 2020, l'orientation technico-économique de l'agriculture  sur la commune est la culture de céréales et/ou d'oléoprotéagineuses. Huit exploitations agricoles ayant leur siège dans la commune sont dénombrées lors du recensement agricole de 2020 (19 en 1988). La superficie agricole utilisée est de 781 ha,,.

## Équipements, services et vie locale

### Enseignement
La commune accueille une école publique.

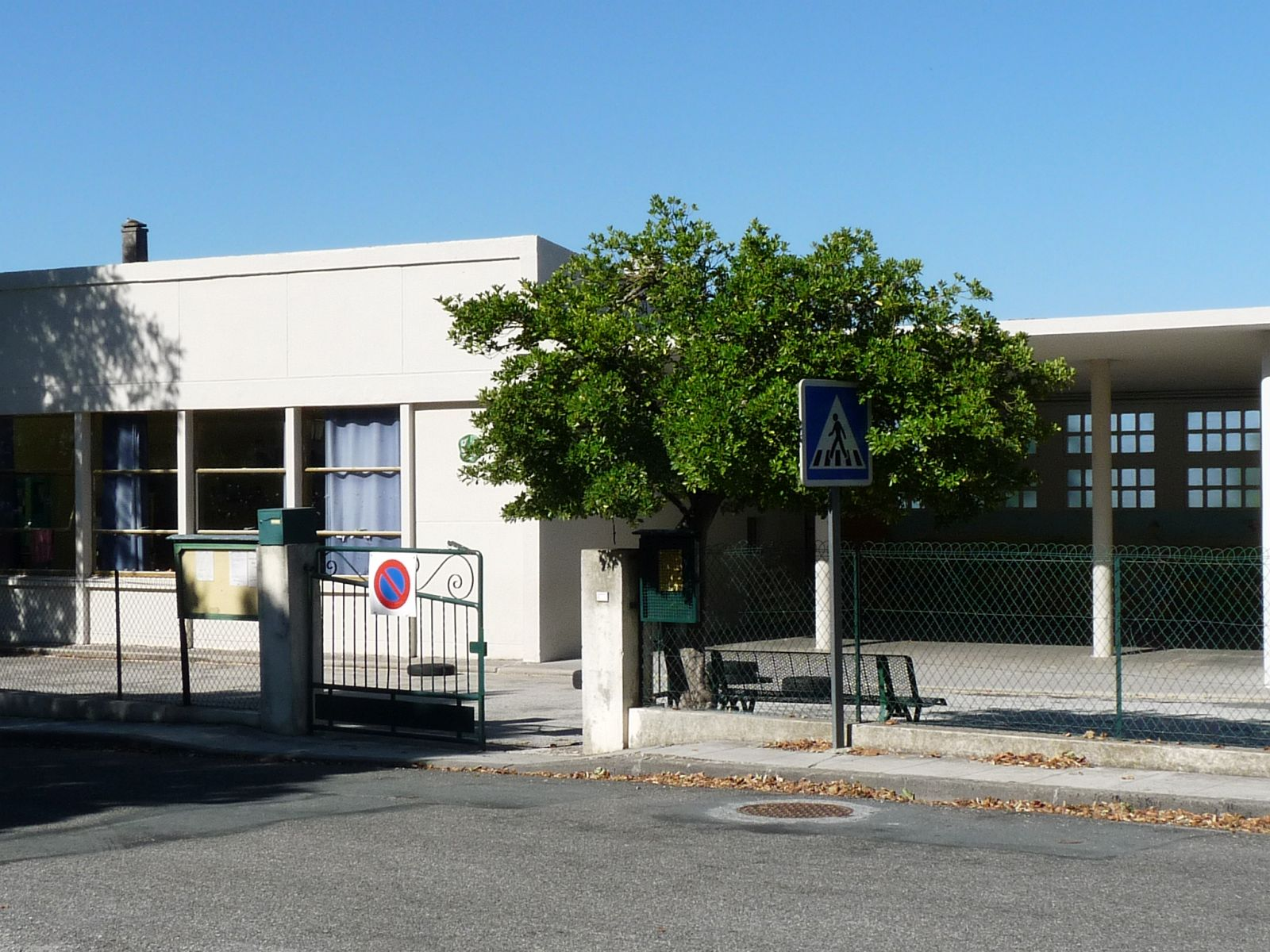
L'école
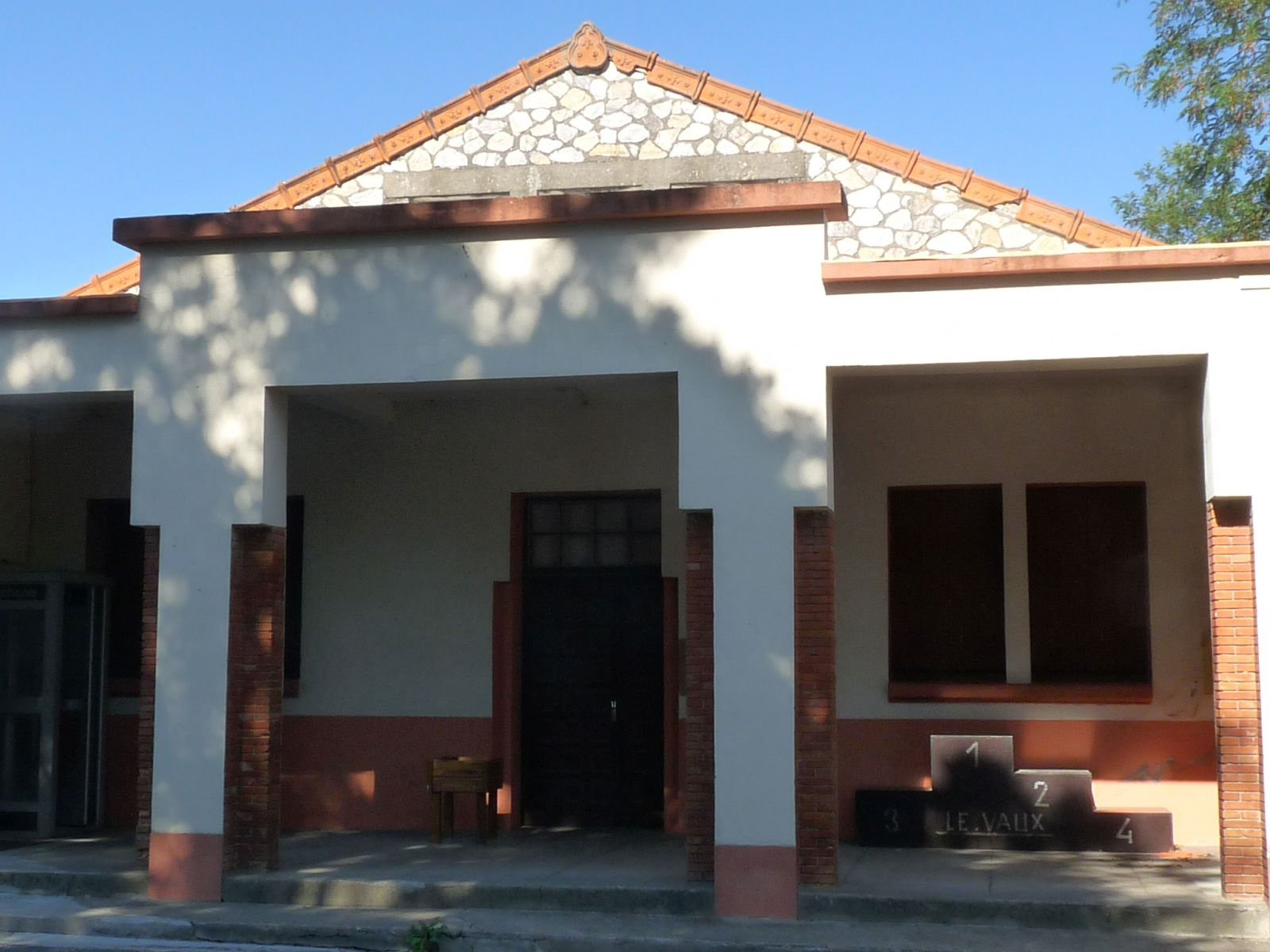
La salle des fêtes

## Culture locale et patrimoine

### Lieux et monuments
- L'église paroissiale Saint-Blaise possède un clocher-mur typique de la région. Elle abrite les saintes reliques de Saint Blaise de Sébaste et de Sainte Germaine de Pibrac.
- Le manoir de Vaux, ancien château féodal fut transformé au XVIIe siècle. Il est inscrit monument historique depuis 1944[32].
- Vestiges de moulins à vent.

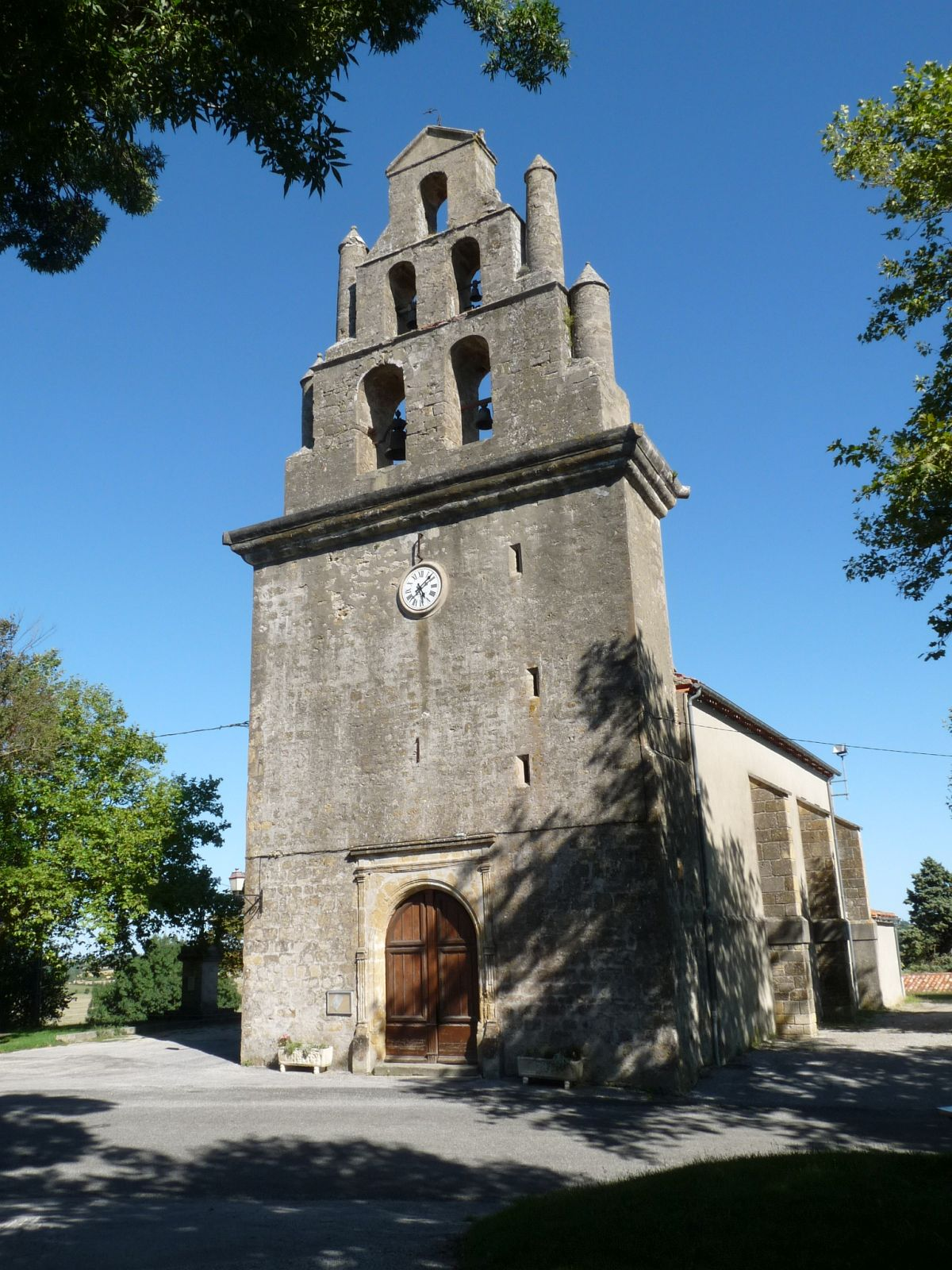
L'église Saint-Blaise
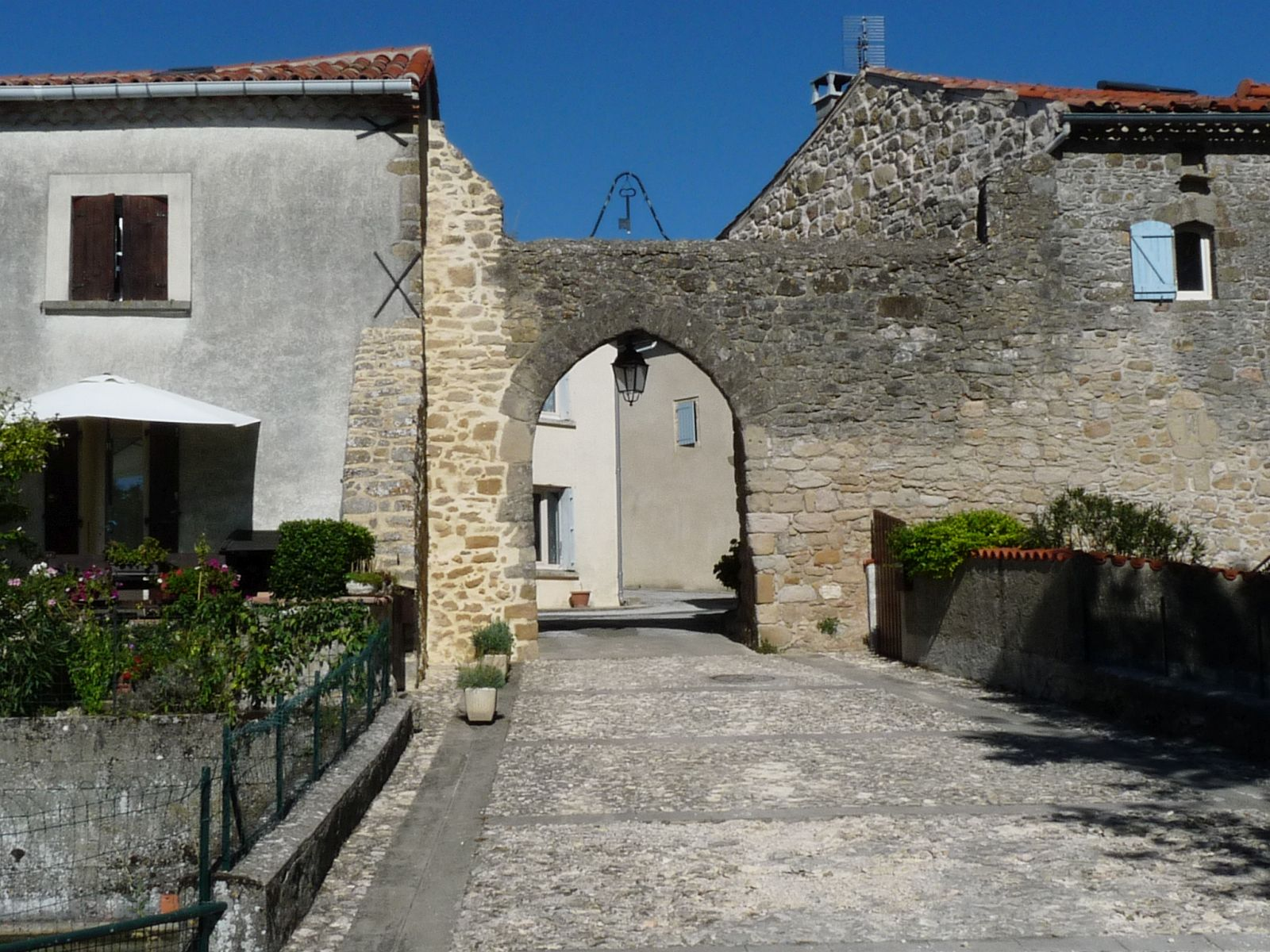
Ancienne porte
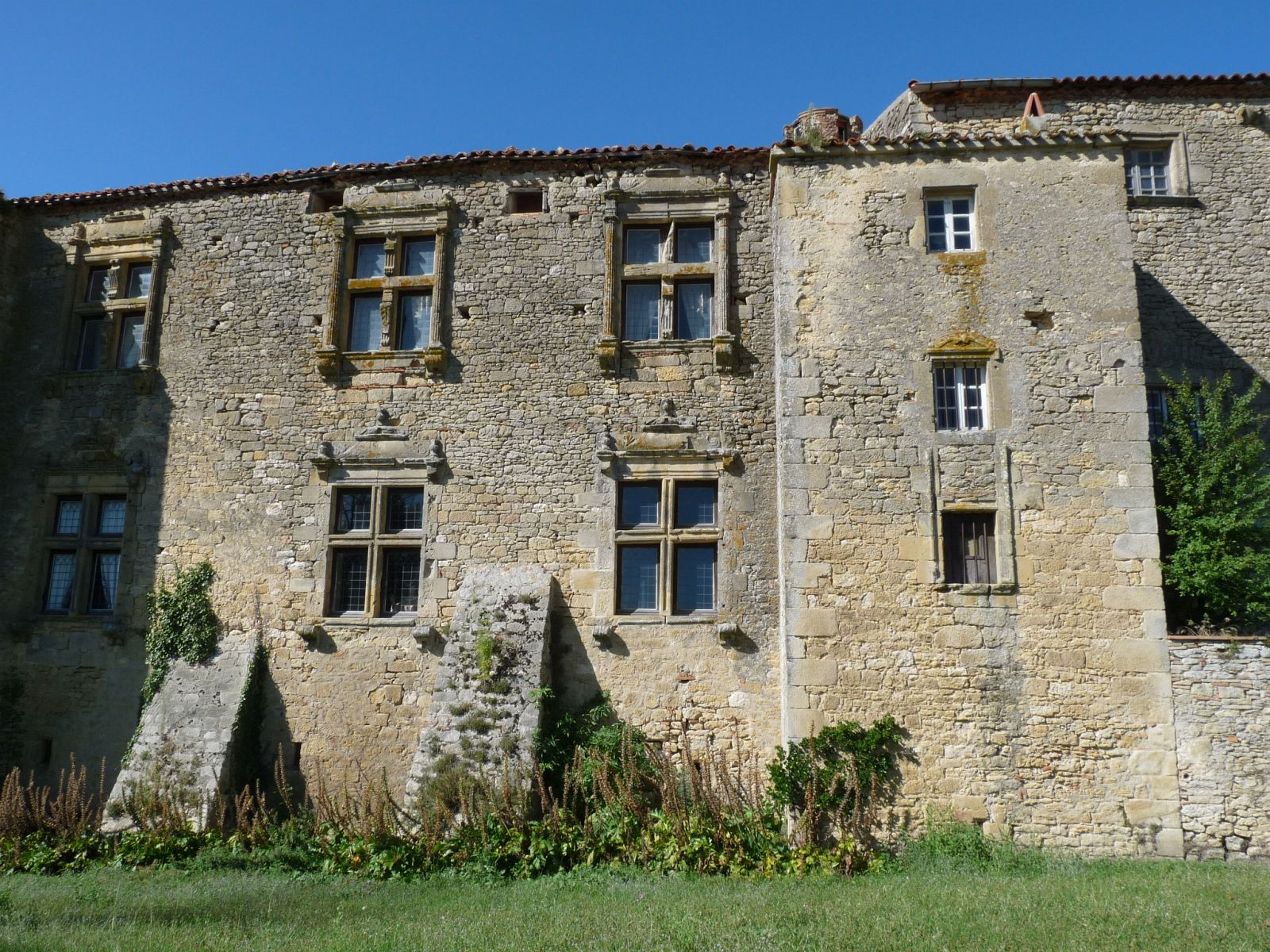
Le château
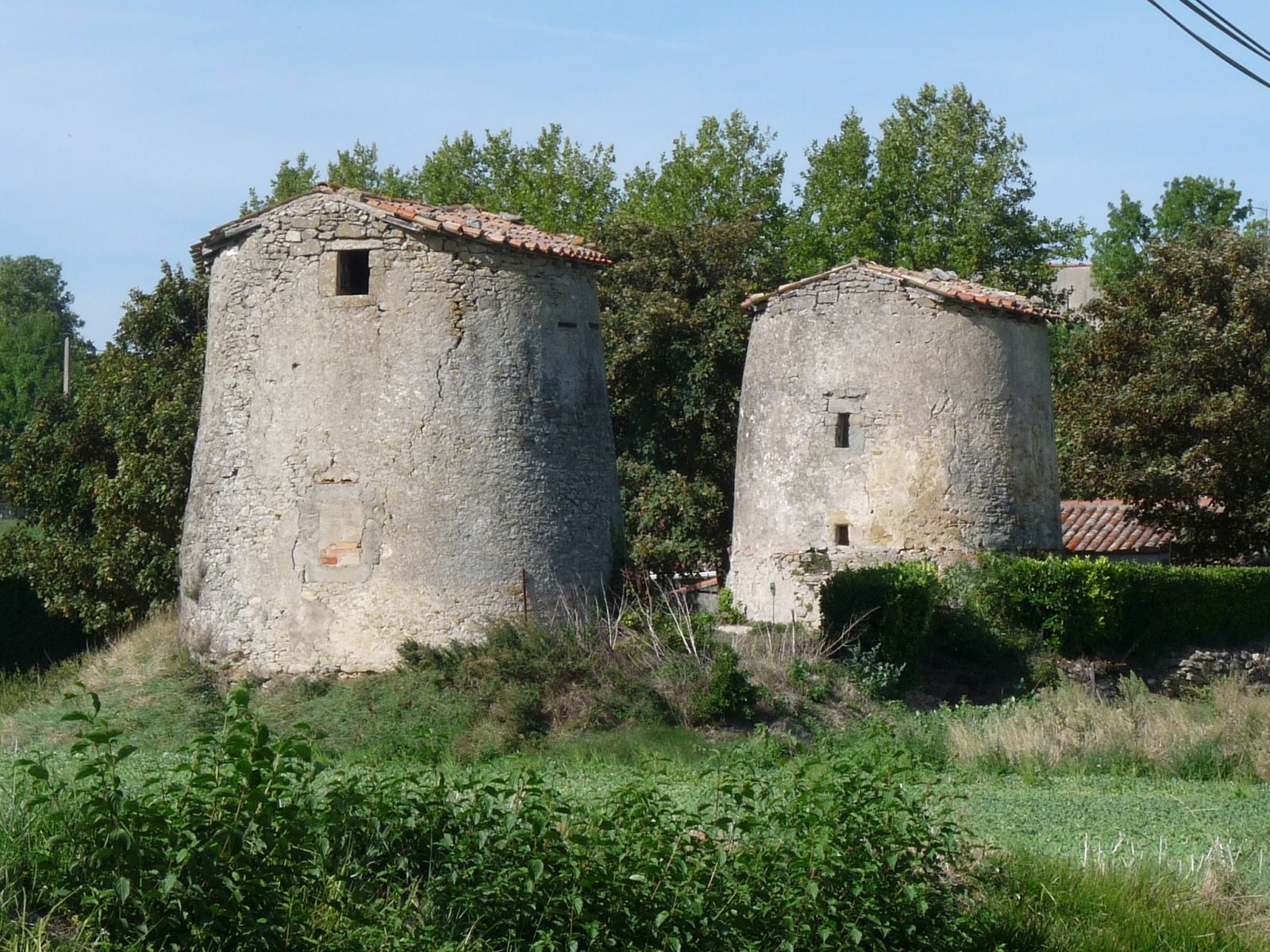
Vestiges de moulins
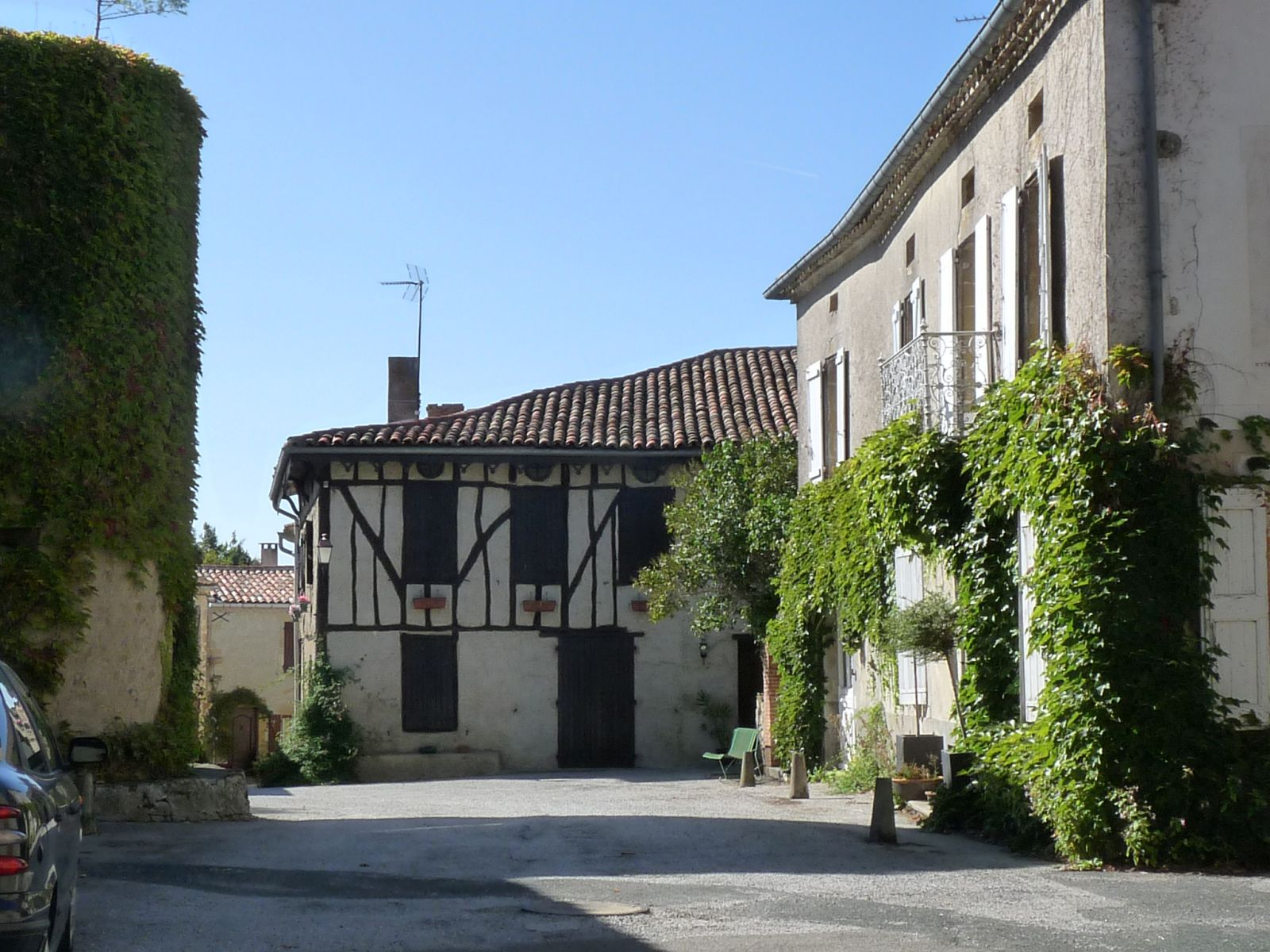
Rue du village
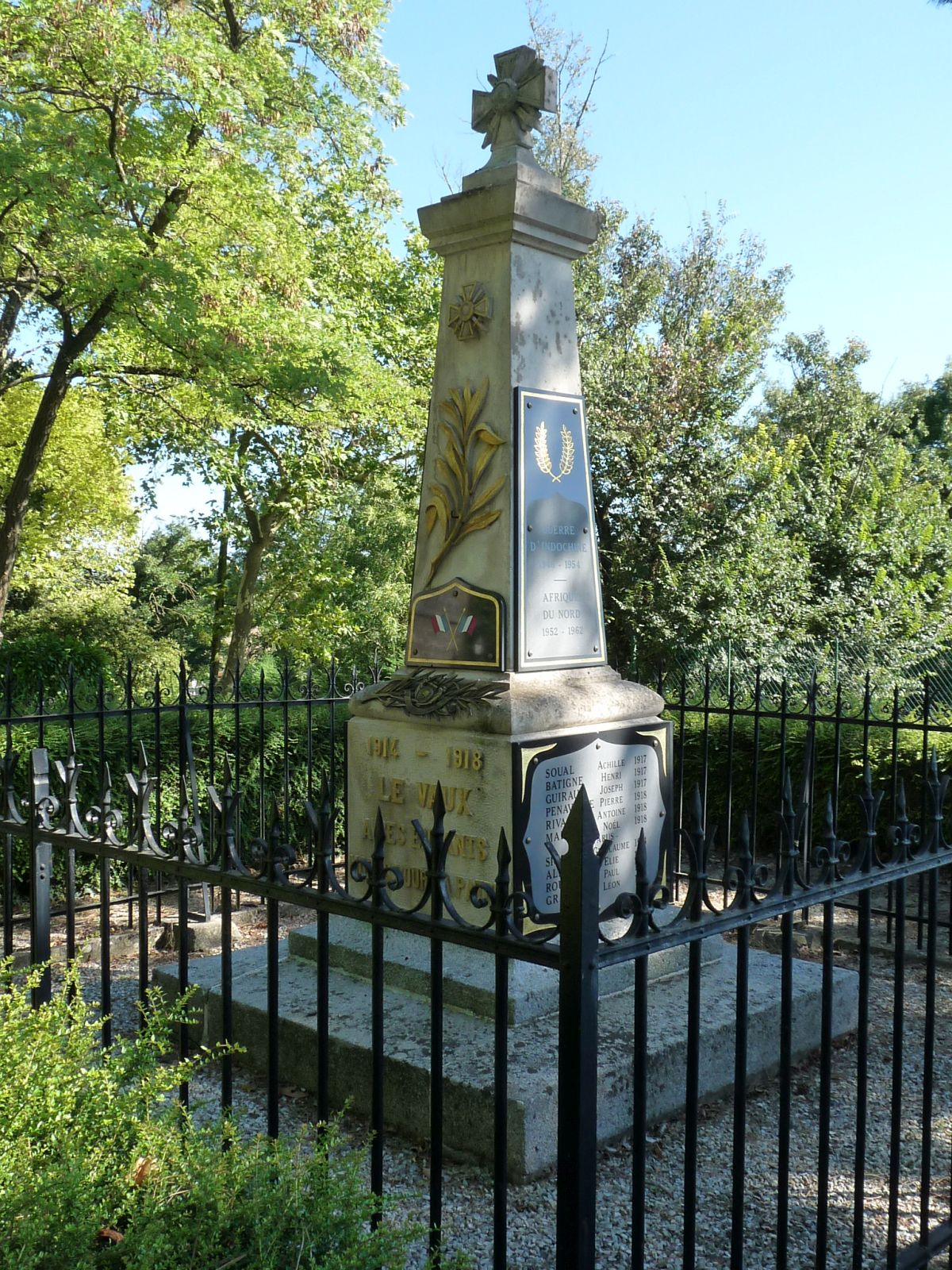
Le monument aux morts